# American Basketball Association 1973/74
Die ABA-Saison 1973/74 war die siebte Spielzeit der American Basketball Association. Die Saison begann am 10. Oktober 1973. Am Spielbetrieb nahmen 10 Mannschaften teil. Jedes Team absolvierte 84 Spiele. Die vier Besten jeder Division qualifizierten sich für die Playoffs. Am 10. Mai 1974 endete die Saison mit der ABA Championship. Die New York Nets besiegten in den Finalspielen die Utah Stars und wurden damit zum ersten Mal Meister der ABA.

## Saisonnotizen
- Die Dallas Chaparrals wurden vor Beginn der Saison „geleast“ und zogen nach San Antonio um, wo sie zuerst in San Antonio Gunslingers und schließlich in San Antonio Spurs umbenannt wurden.
- Die San Diego Conquistadors verpflichteten die Legende Wilt Chamberlain als Spielertrainer. Durch einen Gerichtsbeschluss durfte er aber nicht spielen.
- Die ABA-Teams gewannen 16 der 24 Freundschaftsspiele gegen NBA-Teams vor der Saison.
- Das ABA All-Star Game fand am 30. Januar 1974 statt. Gastgeber waren die Virginia Squires.
- Vor dem Ende der Saison übernahm die Liga die Geschäfte der Memphis Tams.
- In einem Entscheidungsspiel um den letzten Playoff-Platz in der Eastern Division besiegten die San Diego Conquistadors die Denver Nuggets mit 131:111.

## Auszeichnungen
- ABA Most Valuable Player: Julius Erving (New York)
- ABA Rookie of the Year: Swen Nater (San Antonio)
- ABA Coach of the Year: Babe McCarthy (Kentucky) und Joe Mullaney (Utah)
- ABA All-Star Game Most Valuable Player: Artis Gilmore (Kentucky)
- ABA Executive of the Year: Jack Ankerson, San Antonio

### ABA All-League Team
| Pos | First Team               | Second Team             |
| --- | ------------------------ | ----------------------- |
| F   | George McGinnis, Indiana | Willie Wise, Utah       |
| F   | Julius Erving, New York  | Dan Issel, Kentucky     |
| C   | Artis Gilmore, Kentucky  | Swen Nater, San Antonio |
| G   | Jimmy Jones, Utah        | Ron Boone, Utah         |
| G   | Mack Calvin, Carolina    | Louie Dampier, Kentucky |

## Endstände
S = Siege, N = Niederlagen, PCT = prozentualer Sieganteil, P = Rückstand auf Divisionsführenden
In Klammern sind die Platzierungen in den Setzlisten der jeweiligen Division-Playoffs aufgeführt.
| Eastern Division |                             |    |    |      |    |
| #                | Team                        | S  | N  | PCT  | P  |
| 1                | New York Nets (1)           | 55 | 29 | .655 | -  |
| 2                | Kentucky Colonels (2)       | 53 | 21 | .631 | 2  |
| 3                | Carolina Cougars (3)        | 47 | 37 | .560 | 8  |
| 4                | Virginia Squires (4)        | 28 | 56 | .333 | 27 |
| 5                | Memphis Tams                | 21 | 63 | .250 | 34 |
| Western Division |                             |    |    |      |    |
| #                | Team                        | S  | N  | PCT  | P  |
| 1                | Utah Stars (1)              | 51 | 33 | .607 | -  |
| 2                | Indiana Pacers (2)          | 46 | 38 | .548 | 5  |
| 3                | San Antonio Spurs (3)       | 45 | 39 | .536 | 6  |
| 4                | Denver Rockets              | 37 | 47 | .440 | 14 |
| 5                | San Diego Conquistadors (4) | 37 | 47 | .440 | 14 |

## Playoffs 1974
Die Play-off-Runden wurden im Best-of-Seven-Format ausgetragen.

| Division Semifinal | Division Semifinal | Division Semifinal |    |                         | Division Final | Division Final | Division Final |  |  | ABA Championship | ABA Championship | ABA Championship |
|                    |                    |                    |    |                         |                |                |                |  |  |                  |                  |                  |
| E1                 | New York Nets      | 4                  |    |                         |                |                |                |  |  |                  |                  |                  |
| E4                 | Virginia Squires   | 1                  |    |                         |                |                |                |  |  |                  |                  |                  |
| E4                 | Virginia Squires   | 1                  | E1 | New York Nets           | 4              |                |                |  |  |                  |                  |                  |
|                    |                    |                    | E1 | New York Nets           | 4              |                |                |  |  |                  |                  |                  |
|                    | E2                 | Kentucky Colonels  | 0  |                         |                |                |                |  |  |                  |                  |                  |
| E3                 | E2                 | Kentucky Colonels  | 0  | Carolina Cougars        | 0              |                |                |  |  |                  |                  |                  |
| E3                 |                    |                    |    | Carolina Cougars        | 0              |                |                |  |  |                  |                  |                  |
| E2                 | Kentucky Colonels  | 4                  |    |                         |                |                |                |  |  |                  |                  |                  |
| E2                 | Kentucky Colonels  | 4                  | E1 | New York Nets           | 4              |                |                |  |  |                  |                  |                  |
|                    |                    |                    |    | New York Nets           | 4              |                |                |  |  |                  |                  |                  |
|                    | W1                 | Utah Stars         | 1  |                         |                |                |                |  |  |                  |                  |                  |
| W2                 | W1                 | Utah Stars         | 1  | Indiana Pacers          | 4              |                |                |  |  |                  |                  |                  |
| W2                 |                    |                    |    | Indiana Pacers          | 4              |                |                |  |  |                  |                  |                  |
| W3                 | San Antonio Spurs  | 3                  |    |                         |                |                |                |  |  |                  |                  |                  |
| W3                 | San Antonio Spurs  | 3                  | W2 | Indiana Pacers          | 3              |                |                |  |  |                  |                  |                  |
|                    |                    |                    | W2 | Indiana Pacers          | 3              |                |                |  |  |                  |                  |                  |
|                    | W1                 | Utah Stars         | 4  |                         |                |                |                |  |  |                  |                  |                  |
| W4                 | W1                 | Utah Stars         | 4  | San Diego Conquistadors | 2              |                |                |  |  |                  |                  |                  |
| W4                 |                    |                    |    | San Diego Conquistadors | 2              |                |                |  |  |                  |                  |                  |
| W1                 | Utah Stars         | 4                  |    |                         |                |                |                |  |  |                  |                  |                  |

### ABA Finals 1974
| Spiel | Datum     | Heimteam | Auswärtsteam | Ergebnis     | Stand |
| ----- | --------- | -------- | ------------ | ------------ | ----- |
| 1     | 30. April | New York | Utah         | 89:85        | 1:0   |
| 2     | 4. Mai    | New York | Utah         | 118:94       | 2:0   |
| 3     | 6. Mai    | Utah     | New York     | 100:103 (nV) | 0:3   |
| 4     | 8. Mai    | Utah     | New York     | 97:89        | 1:3   |
| 5     | 10. Mai   | New York | Utah         | 111:100      | 4:1   |

- Julius Erving von den New York Nets wurde zum Most Valuable Player der ABA Finals ernannt.